# Kanton Vicdessos
Vicdessos is een voormalig kanton van het Franse departement Ariège. Het kanton maakte deel uit van het arrondissement Foix. Het werd opgeheven bij decreet van 18 februari 2014 met uitwerking op 22 maart 2015.

## Gemeenten
Het kanton Vicdessos omvatte de volgende gemeenten:
- Auzat
- Gestiès
- Goulier
- Illier-et-Laramade
- Lercoul
- Orus
- Sem
- Siguer
- Suc-et-Sentenac
- Vicdessos (hoofdplaats)